# 籠原運輸区
籠原運輸区（かごはらうんゆく）は、埼玉県熊谷市にかつて存在した東日本旅客鉄道（JR東日本）高崎支社の運転士・車掌が所属する組織である。2024年3月15日限りで廃止し、現在は熊谷統括センター乗務ユニット。

## 歴史
- 1956年（昭和31年）11月15日 - 高崎第二機関区籠原派出所発足。
- 1959年（昭和34年）4月20日 - 新前橋電車区籠原派出所に改称。
- 1968年（昭和43年）10月10日 - 籠原派出所を籠原支区に改称。
- 1969年（昭和44年）
  - 10月1日 - 電車乗務員を配置。
  - 12月25日 - 籠原電車区に改称。
- 1971年（昭和46年）4月13日 - 籠原駅隣接地に運転分室を開設。電車乗務員の拠点となる。
- 1981年（昭和56年）4月15日 - 運転分室を増築し、区長室、事務所を移転。旧事務所は構内本部となる。
- 1987年（昭和62年）4月1日 - 東日本旅客鉄道に継承。
- 1988年（昭和63年）
  - 3月13日 - 高崎車掌区から行路の一部（籠原始発の通勤電車行路）を移管され、籠原運転区に改編[1]。
  - 12月1日 - 籠原運転区を籠原運輸区へ改称[1]。
- 2005年（平成17年）12月10日 - 検修部門（構内本部）が分離し、高崎車両センター籠原派出所となる。
- 2024年（令和6年）3月16日 - 熊谷営業統括センターと統合し、熊谷統括センター発足。当区は廃止。